# Groupe de NGC 3642
Le groupe de NGC 3642 comprend au moins cinq galaxies situées dans la constellation de la Grande Ourse. La distance moyenne entre ce groupe et la Voie lactée est d'environ 24,1 Mpc (∼78,6 millions d'al). 

## Membres
Le tableau ci-dessous liste les cinq galaxies du groupe indiquées dans l'article de A.M. Garcia paru en 1993. Les cinq galaxies de ce groupe figurent aussi dans un groupe plus vaste, le groupe de NGC 3610, mentionné par Abraham Mahtessian dans un article paru en 1998.   
| Nom      | Class.        | Type         | α (J2000.0)   | δ (J2000.0) | Vitesse radiale (km/s) | m    | Distance (Mpc) | Dimension (kal) |
| -------- | ------------- | ------------ | ------------- | ----------- | ---------------------- | ---- | -------------- | --------------- |
| NGC 3610 | SB(r)0^0^ pec | Lenticulaire | 11h 18m 25.3s | 58° 47′ 11″ | 1707 ± 5               | 10,7 | 23,8 ± 1,7     | 61              |
| NGC 3619 | (R)SA(s)0+    | Lenticulaire | 11h 19m 21.5s | 57° 45′ 28″ | 1560 ± 5               | 11,5 | 21,8 ± 1,6     | 56              |
| NGC 3642 | SA(r)bc?      | Spirale      | 11h 22m 17.9s | 59° 04′ 28″ | 1588 ± 9               | 10,8 | 22,2 ± 1,6     | 116             |
| NGC 3674 | SA(r)bc?      | Spirale      | 11h 26m 26.6s | 57° 02′ 54″ | 2055 ± 5               | 12,2 | 28,7 ± 2,0     | 46              |
| NGC 3683 | SA(r)bc?      | Spirale      | 11h 27m 31.8s | 56° 52′ 37″ | 1716 ± 6               | 12,5 | 24,0 ± 1,7     | 41              |

Le site DeepskyLog permet de trouver aisément les constellations des galaxies mentionnées dans ce tableau ou si elles ne s'y trouvent pas, l'outil du site constellation permet de le faire à l'aide des coordonnées de la galaxie. Sauf indication contraire, les données proviennent du site NASA/IPAC. 